# فرج جمعة
فرج جمعة (مواليد 6 سبتمبر 1993، لاعب كرة قدم إماراتي يجيد اللعب في الوسط .
لعب سابقاً مع أندية العين والشعب و الإمارات والذيد و العربي و الموج.

## روابط خارجية
- فرج جمعة على موقع قاعدة بيانات كرة القدم.إي يو (الإنجليزية)
- فرج جمعة على موقع Soccerway.com (الإنجليزية)